# Włodzimierz Siedlik
Włodzimierz Siedlik  (ur. 1 grudnia 1963 w Tarnowie, zm. 7 czerwca 2025) – polski dyrygent.

## Życiorys
Absolwent Akademii Muzycznej w Krakowie, Papieskiej Akademii Teologicznej w Krakowie (Instytut Liturgiczny) oraz Akademii Muzycznej w Bydgoszczy (Studium Emisji Głosu). W latach 1990–1992 pełnił funkcję dyrektora Centrum Paderewskiego w Tarnowie - Kąśnej Dolnej. W 1991 założył Tarnowską Orkiestrę Kameralną. W latach 1992–1996 pełnił obowiązki dyrektora Zespołu Państwowych Szkół Muzycznych w Tarnowie. Włodzimierz Siedlik od 1994 był adiunktem w Instytucie Liturgicznym Uniwersytetu Jana Pawła II w Krakowie. Od 1995 sprawował jednocześnie funkcję dyrektora i kierownika artystycznego Chóru Polskiego Radia w Krakowie. Był również dyrygentem chórów Cantus, Psalmodia. W latach 1994–2001 dyrygował Krakowskim Chórem Akademickim UJ. Ponownie objął funkcję dyrygenta tego chóru, jako mieszanego Chóru Camerata Iagellonica (2006–2013). 
Zmarł w Tarnowie, pochowany 14 czerwca 2025 roku na cmentarzu parafialnym w Woli Rzędzińskiej. 

## Nagrody i odznaczenia
- 1990 – laureat Krajowego Konkursu Dyrygentów w Poznaniu
- 2000 – Złoty Krzyż Zasługi (z okazji jubileuszu 75-lecia działalności Polskiego Radia)[4]
- 2001 – Nagroda im. Jerzego Kurczewskiego za wybitne osiągnięcia w dziedzinie dyrygentury
- 2008 – Brązowy Medal „Zasłużony Kulturze Gloria Artis”[5]
- 2008 – Odznaka „Honoris Gratia”[6]
- 2010 – Odznaka honorowa „Zasłużony dla Kultury Polskiej”[6]
- 2013 – Medal Uniwersytetu Jagiellońskiego „Plus ratio quam vis”[3]
- 2022 – Srebrny Medal „Zasłużony Kulturze Gloria Artis”[5]
- Medal Komisji Edukacji Narodowej[4]
- Medal Papieski „Benemerenti” za zasługi dla Kościoła[4]
- 2025 – Krzyż Kawalerski Orderu Odrodzenia Polski (pośmiertnie)[7]